# Max Stiepl
Maximillian „Max” Stiepl (ur. 23 marca 1914 w Wiedniu, 27 sierpnia 1992) – austriacki łyżwiarz szybki, brązowy medalista olimpijski.

## Kariera
Największy sukces w karierze Max Stiepl osiągnął w 1936 roku, kiedy zdobył brązowy medal na dystansie 10 000 m podczas igrzysk olimpijskich w Garmisch-Partenkirchen. W zawodach tych wyprzedzili go jedynie Norweg Ivar Ballangrud oraz Fin Birger Wasenius. Na tych samych igrzyskach był też piąty w biegach na 1500 i 5000 m. Dwa lata wcześniej był czwarty na wielobojowych mistrzostwach świata w Helsinkach, przegrywając walkę o medal Ballangrudem. Czwarte miejsce zajmował także podczas mistrzostw Europy w Helsinkach w 1935 roku i mistrzostw Europy w Oslo rok później. Po Anschlussie Austrii w 1938 roku brał udział w mistrzostwach III Rzeszy, trzykrotnie zdobywając srebrne medale. Po zakończeniu II wojny światowej wrócił do sportu, jednak osiągał słabsze rezultaty. W 1948 roku wziął udział w igrzyskach w Sankt Moritz, gdzie jego najlepszym wynikiem było dziesiąte miejsce na dystansie 10 000 m. Zdobył dziesięć złotych medali na mistrzostwach Austrii w wieloboju: w latach 1934-1938, 1943 i 1947-1950.